# Parc national de la Pointe-Taillon
Pour les articles homonymes, voir Taillon.

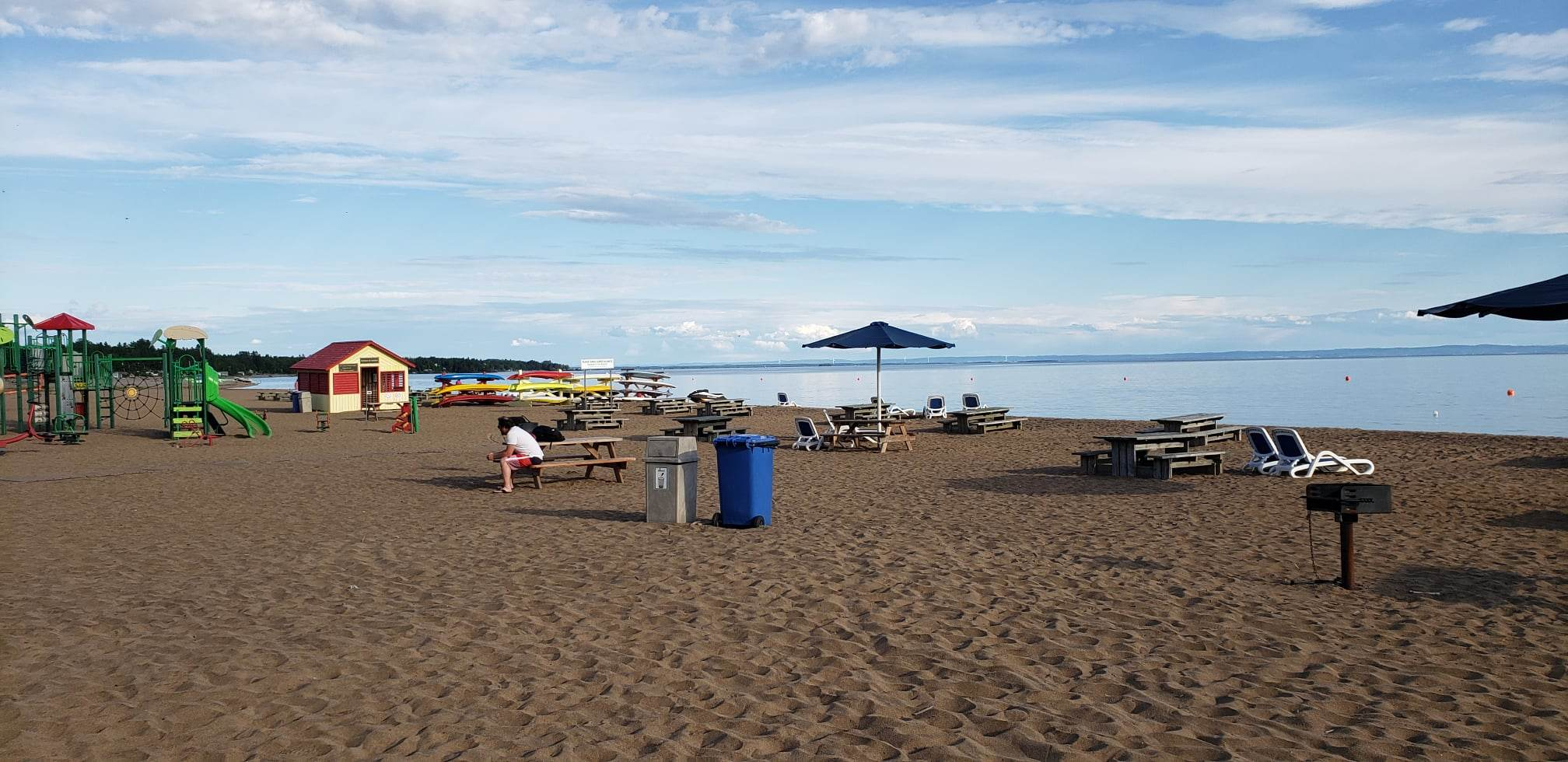
Plage dans le parc national de la Pointe-Taillon

Le parc national de la Pointe-Taillon, d'une superficie de 97,5 km2, est situé à une trentaine de kilomètres au nord-ouest d'Alma, près du village de Saint-Henri-de-Taillon, sur les rives du lac Saint-Jean. Le parc a pour mission de protéger un échantillon représentatif des basses-terres du Saguenay–Lac-Saint-Jean. En plus de posséder l'une des plages les plus renommées du lac, le parc protège les marais situés entre la rivière Péribonka et le lac. Aucune route n'étant présente dans le parc, la meilleure façon de l'explorer est le vélo ou la randonnée pédestre. Le parc possède plusieurs tourbières typiques de la forêt boréale ainsi qu'une population abondante d'orignaux et de castors.
Le parc est géré par le gouvernement québécois à travers la Société des établissements de plein air du Québec (SÉPAQ).

## Géographie
Le parc est en lui-même une pointe sablonneuse au relief presque plat. La pointe a été formée par un delta post-glaciaire formé il y a 7 000 à 5 000 ans par partir des dépôts de la rivière Péribonka. Le centre de la pointe est une immense tourbière et les pourtours comprennent de nombreux marécages et milieux humides.

## Histoire
Surnommée à ses débuts pointe Savane, la pointe Taillon porte son nom en l'honneur de Louis-Olivier Taillon, qui fut premier ministre du Québec 4 jours en 1886 et une seconde fois entre 1892 et 1896. Entre 1890 et 1930, la pointe fut ouverte à l'agriculture. La municipalité de Sainte-Jeanne-d'Arc fut constituée en 1916. À l'apogée, en 1925, la pointe comptait 307 habitants. L'île Bouliane, propriété du français Paul-Augustin Normand, fut une ferme prospère de plus de 125 employés qui remporta de nombreux prix agricoles.
En 1926, la fermeture des vannes de la centrale d'Isle-Maligne provoqua l'inondation des meilleures terres agricoles de la péninsule et le rachat des terres par Alcan. Un programme de reboisement fut entrepris en 1948 et 1956. En 1977, le gouvernement acquit les terres, et le parc fut officiellement créé le 6 novembre 1985. Le 22 novembre 2007, la ministre du Développement durable, de l’Environnement et des Parcs, a annoncé la tenue de consultation publique dans le but d'inclure les îles du lac Saint-Jean à l'ouest d'Alma et de Saint-Gédéon. En janvier 2017, la superficie du parc est passée de 92,2 km2 à 97,5 km2 en ajoutant au parc des terrains à Saint-Henri-de-Taillon, de Saint-Gédéon et d'Alma dont une  trentaine d’îles et d’îlots sur le lac Saint-Jean.

## Activités

Logo

Le parc de la Pointe-Taillon offre plus de 15 km de plages sur le lac Saint-Jean. Il offre aussi 45 km de piste cyclable dont 16 km font partie de la Route verte. Plusieurs sentiers de courte randonnée partent de celle-ci. De plus, depuis 2022, le parc national offre 18 sites de camping répartis sur trois petites îles différentes.

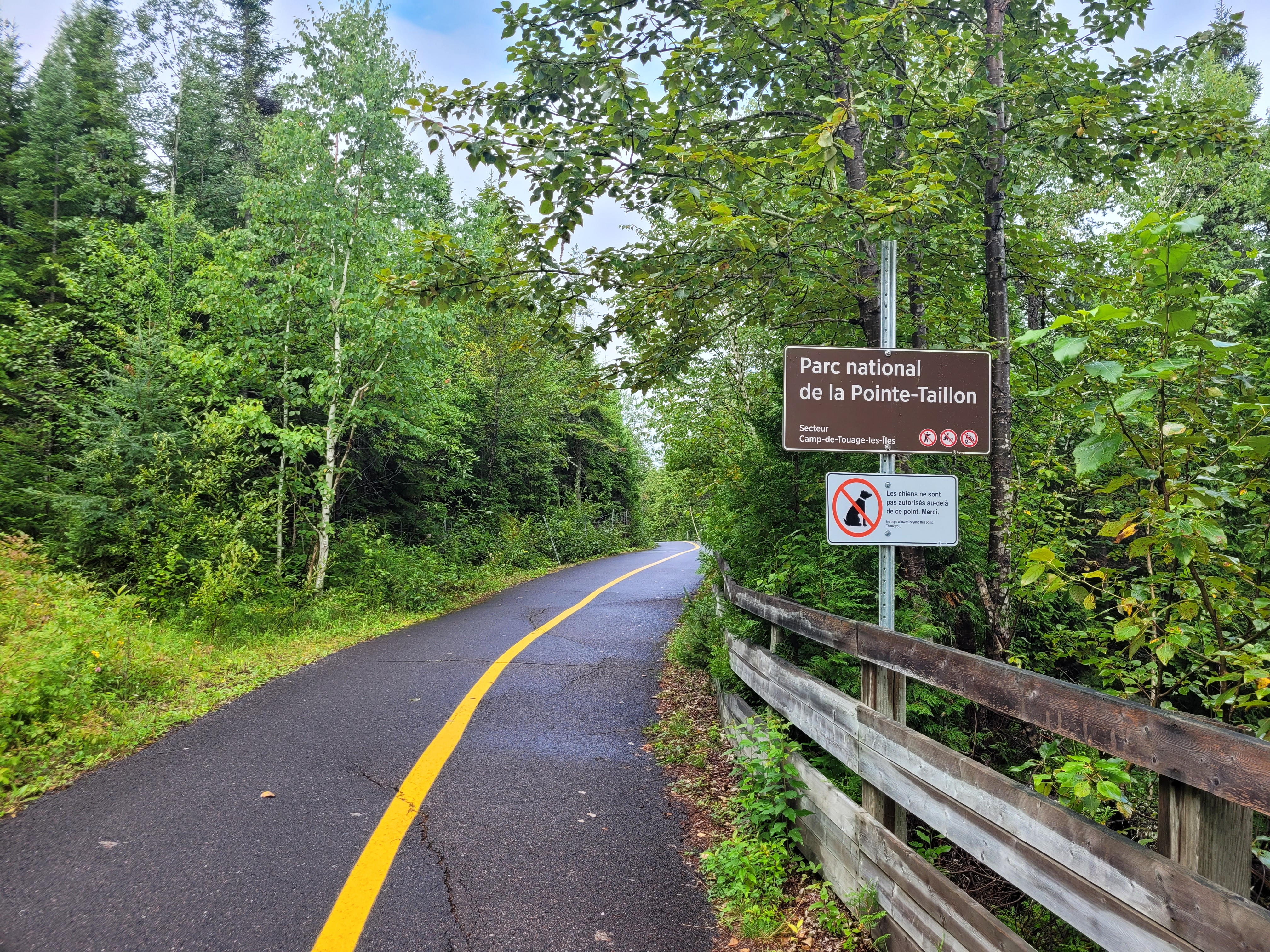
Entrée du parc national.